# SATENA航空
SATENA（スペイン語: Servicio Aéreo a Territorios Nacionales）は、コロンビア国営の航空会社。運航はコロンビア航空宇宙軍によって行われている。

## 概要
1962年、地方の遠隔地へ交通手段を提供する目的で運航を開始した。コロンビア西部は5,000m級の山岳地、東部はアマゾン川水系の熱帯雨林であり、道路交通が未整備の地域が多かった。1964年にアメリカからC-47輸送機など5機の機材の援助を受けた。
運航路線はエルドラド国際空港を拠点に民間の定期便のない地方空港である。近年ではSATENAの巨額の赤字が議論されるようになり、民営化計画が策定された。しかしながら、反対意見も根強く2021年時点では実行されていない。
運航機材はATR 72、ATR 42、エンブラエル ERJ 145である。